# Subunidad Gs alfa
La subunidad Gs alfa (abreviado Gαs, Gsα) es una enzima tipo GTPasa que funciona como una proteína de señalización celular. Es una de las subunidades de la proteína G heterotrimérica Gs que estimula la vía dependiente de cAMP mediante la activación de la adenilil ciclasa. La Gsα es el miembro fundador de una de las cuatro familias de proteínas G heterotriméricas, definidas por las subunidades alfa que contienen: la familia Gαs, la familia G αi /G αo, la familia Gαq y la familia G α12 /G α13. La familia Gs tiene solo dos miembros: el otro miembro es Golf, llamado así por su expresión predominante en el sistema olfativo. En humanos, Gsα está codificado por el locus complejo GNAS, mientras que Golfα está codificado por el gen GNAL.

## Función
La función general de la subunidad Gs es activar las vías de señalización intracelular en respuesta a la activación de receptores acoplados a proteína G (GPCR) a nivel de la superficie celular. Los GPCR funcionan como parte de un sistema de tres componentes de receptor-transductor-efector. El transductor en este sistema es una proteína G heterotrimérica, compuesta por tres subunidades: una proteína Gα como Gsα, y un complejo de dos proteínas fuertemente unidas llamadas Gβ y Gγ en un dual complejo Gβγ. Cuando no es estimulada por un receptor, Gα se une a GDP y a Gβγ para formar el trímero de proteína G inactivo. Cuando el receptor se une a un ligando activador fuera de la célula (como una hormona o un neurotransmisor), el receptor activado actúa como factor de intercambio de nucleótidos de guanina para promover la liberación de GDP y la unión de GTP a Gα, lo que impulsa la disociación de Gα unido a GTP de Gβγ. En particular, la Gsα activada unida a GTP se une a la adenilil ciclasa para producir el segundo mensajero AMPc, que a su vez activa la proteína quinasa dependiente de AMPc (también llamada proteína quinasa A o PKA).
Aunque cada Gsα unida a GTP puede activar solo una enzima adenilil ciclasa, la amplificación de la señal ocurre porque un receptor puede activar múltiples copias de Gs mientras ese receptor permanece unido a su agonista activador, y cada adenilil ciclasa unida a Gsα La enzima puede generar cAMP sustancial para activar muchas copias de PKA.

## Receptores
Los receptores acoplados a proteína G que se acoplan a proteínas de la familia Gs incluyen:
- Receptores 5-HT tipos 5-HT 4 y 5-HT 7
- Receptor de ACTH también conocido como MC2R
- Receptor de adenosina tipos A 2a y A 2b
- Receptor de arginina vasopresina 2
- Receptores β-adrenérgicos tipos β 1, β 2 y β 3
- receptor de calcitonina
- Receptor de péptido relacionado con el gen de la calcitonina
- Receptor cannabinoide 2[5]
- Receptor de la hormona liberadora de corticotropina
- Familia de receptores de dopamina D 1 ( D 1 y D 5 ), principalmente a través de G olf en el cuerpo estriado
- receptor de FSH
- Receptor de polipéptido inhibidor gástrico
- receptor de glucagón
- Receptor de hormona liberadora de hormona de crecimiento
- Receptor de histamina H 2
- Receptor de hormona luteinizante/coriogonadotropina
- Receptor de melanocortina : MC1R, MC2R (también conocido como receptor de ACTH), MC3R, MC4R, MC5R
- Receptores olfativos, a través de G olf en las neuronas olfatorias
- Receptor de hormona paratiroidea 1
- Receptor de prostaglandina tipos D 2 y I 2
- receptor de secretina
- Receptor de tirotropina
- Receptor 1 asociado a trazas de amina